# Sourcy
Sourcy is de merknaam van een Nederlands mineraalwater. Het water wordt gewonnen aan de voet van de Utrechtse Heuvelrug, in Bunnik. Het merk behoort tot het Vrumona-concern. 

## Geschiedenis
Heineken introduceerde de merknaam Sourcy voor in België gewonnen bronwater, met de bedoeling om te concurreren met het bronwatermerk Spa. Vrumona, een dochteronderneming van Heineken, ging in 1981 deze naam voor het bronwater gebruiken. In 1978 had Vrumona al bronwater geïntroduceerd onder de naam PUR, maar koos in 1981 voor de meer aansprekende naam Sourcy.

## Bron
Tot 2007 werd gebruik gemaakt van de Idel-bron in Hoensbroek. Sinds de sluiting wordt het water gewonnen uit de Sourcy-bron in Bunnik. Dit bronwater is ruim 1250 jaar oud. Regenwater dat de bodem insijpelt, wordt gefilterd en gezuiverd door de verschillende aardlagen van de Utrechtse Heuvelrug. Onderweg worden allerlei mineralen opgenomen uit de bodem. Door de in de bodem aanwezige kleilagen kan het water niet meer de bodem inzakken en stroomt het langzaam naar een plaats aan de voet van de Utrechtse Heuvelrug waar het tot stilstand komt. Bij Bunnik bevindt zich op 130 meter de bron van het natuurlijk mineraalwater. Het water wordt rechtstreeks en ongefilterd aan de bron gebotteld, wat een voorwaarde is in Nederland om het bronwater te mogen noemen. Sinds 1988 heeft Vrumona deze eigen bron in beheer. 
Uit dezelfde bron wordt door Vitens (vroeger: Waterleidingbedrijf Midden Nederland) leidingwater voor Houten opgepompt. Hier ondergaat het bronwater echter wel filtratie en zuivering.